# Oniki Toru
Toru Oniki (sinh ngày 20 tháng 4 năm 1974) là một huấn luyện viên và cựu cầu thủ bóng đá người Nhật Bản, hiện đang là huấn luyện viên trưởng của câu lạc bộ J1 League Kashima Antlers.

## Sự nghiệp câu lạc bộ
Toru Oniki đã từng chơi cho Kashima Antlers và Kawasaki Frontale.